# Louis Florimond Fantin des Odoards
Louis Florimond Fantin des Odoards est un militaire et mémorialiste français né le 23 décembre 1778 à Embrun et mort le 18 mai 1866 à Paris.
Il est le fils d’Étienne Florimond Fantin des Odoards, "avocat lieutenant des juridictions archiépiscopales de l’Embrunais subdélégué par l’intendant au département d’Embrun" (1778), et d'Hélène Gerbier. 
Il est le neveu d'Antoine Étienne Fantin-Desodoards. 
Il a laissé le récit de ses campagnes, dont a été tiré le Journal du général Fantin des Odoards, étapes d'un officier de la Grande Armée, 1800-1830, publié chez Plon en mars 1895 .

## Biographie
Entré au service le 19 juillet 1800, comme sous-lieutenant à la légion vaudoise, il est lieutenant à la demi-brigade piémontaise le 8 août 1800, puis adjoint à l'état-major le 28 février 1801 et rentra à son corps le 4 janvier 1802 après avoir pris part à la campagne d'Italie.
 Passé au 31e léger le 3 février 1802, il fait les campagnes de 1803 et 1804, à l'armée des côtes de l'Océan.
Nommé capitaine le 28 mars 1805 au 2e régiment de grenadiers de la garde il prend par aux campagnes de  1805, de 1806 et 1807, à la Grande Armée et fut mis à l'ordre du jour de l'armée pour sa brillante conduite à la bataille de Friedland. Il est blessé au bras droit, à Deppen lors de la bataille de Guttstadt, le 8 juin 1807 et est nommé chevalier de la Légion d'honneur le 1er octobre 1807.
En 1808, 1809, 1810 et 1811 il combat en Espagne et au Portugal et est cité lors de la prise de Porto.
Le 24 juin 1811, il est chef de bataillon au 2e régiment de grenadiers de la garde et en devient major en second le 8 octobre 1812 avec lequel il fait la campagne de Russie. 
Il passe au 17e de ligne le 6 février 1813, et en devient major principal le 13 mars de la même année et colonel du 25e RI le 19 septembre suivant et est nommé officier de la Légion d'honneur le 11 juillet 1813, avant d'être fait prisonnier de guerre à la capitulation de Dresde, le 11 novembre 1813.
Rentré de Hongrie le 7 juin 1814, il est mis à la suite du 25e de ligne, puis il passe au 22e régiment le 16 avril 1815, et se bat pendant les Cent-Jours à Fleurus et à Wavre. 
Au retour des Bourbons, il est mis en non-activité le 24 mars 1816, et est fait chevalier de Saint Louis.
Nommé colonel de la légion de la Manche le 14 avril 1819, il est nommé colonel du 3e régiment d'infanterie le 23 mai 1821. Il participe à l'expédition d'Espagne en 1823, et se conduisit brillamment au combat de Molins del Rey. Il est fait maréchal de camp le 23 juillet 1823 et gouverneur de Tarragone et est fait grand croix de l'ordre militaire de Saint-Ferdinand d'Espagne. 
Il devient inspecteur d'infanterie en 1825 et en 1830. Le 13 septembre 1831, il commande une brigade à la division d'infanterie réunie à Givet. Nommé commandeur de la Légion d'honneur le 18 avril 1834, il est commandant du département de l'Ain en 1835, et du département de la Marne en 1836. Membre de différentes commissions, il est placé dans la section de réserve le 24 décembre 1840, et il prend sa retraite le 12 avril 1848.
Relevé de la retraite et admis de nouveau à la section de réserve le 1er janvier 1850, il meurt à Paris le 18 mai 1866. Sa tombe est visible au cimetière de Taverny.